# Simge

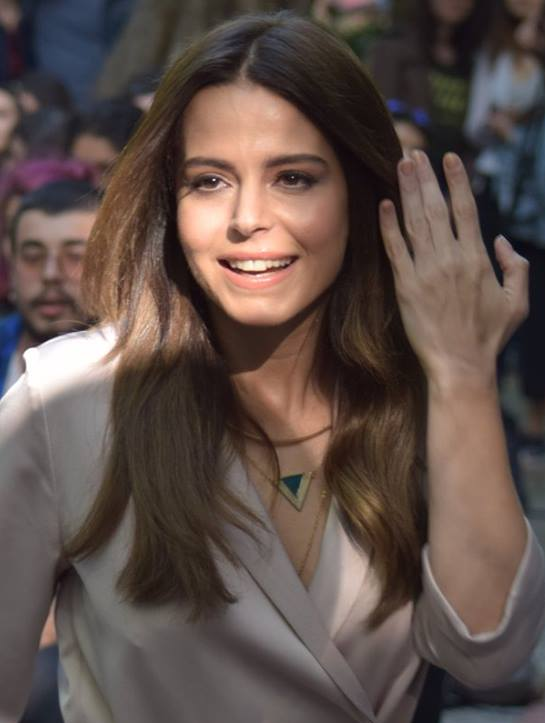
Simge (2017)

Simge Sağın (* 8. August 1981 in Istanbul), bekannt unter ihrem Künstlernamen Simge, ist eine türkische Popmusikerin.

## Leben
Simge Sağın wurde am 8. August 1981 im Kurtuluş-Bezirk von Şişli als zweites Kind einer albanischen Mutter und eines türkischen Vaters aus Amasya geboren. Als Simge nach dem Abitur Musik studieren wollte, schrieb sie sich auf Ermutigung ihres Vaters am Staatlichen Türkischen Musikkonservatorium der Technischen Universität Istanbul ein und gründete dort die Abteilung für Gesangspädagogik. An der Universität erhielt sie eine Ausbildung bei bekannten Namen, darunter den klassischen türkischen Musikkünstlern Alâeddin Yavaşca und Selahattin İçli.

## Karriere
Ihre Musikkarriere begann im Jahr 2008 mit dem Song Annem in Zusammenarbeit mit Kıraç. Zuvor arbeitete sie bereits als Backgroundsängerin für viele türkische Künstler wie Gülşen, Zeynep Dizdar, Yaşar oder Serdar Ortaç.
Im Jahr 2011 erschien die Extended Play Yeni Çıktı, welche von Erdem Kınay produziert wurde.
Der Durchbruch als Sängerin gelang ihr erst 2015 mit der Veröffentlichung der Single Miş Miş. Seitdem hat sie eine Reihe erfolgreicher Songs auf den Markt gebracht. Im Jahr 2015 gewann sie zudem einen Altın Kelebek Award in der Kategorie Bester Newcomer, neun Jahre später den Award in der Kategorie Beste Sängerin.
Das Debütalbum Ben Bazen wurde schließlich im Jahr 2018 veröffentlicht. Die Singleauskopplung Aşkın Olayım aus dem Jahr 2019 wurde erst vier Jahre später zu einem erfolgreichen Hit.

## Diskografie

### Alben
- 2018: Ben Bazen

### EPs
- 2011: Yeni Çıktı

### Singles
| - 2008: Annem (mit Kıraç) - 2011: Ödeme Vakti - 2011: Vicdanın Affetsin - 2011: Başı Dertte - 2014: Bip Bip - 2015: Miş Miş (Original: Riff Cohen – Dans Mon Quartier) - 2016: Yankı - 2016: Kamera (Original: Benny Dayal & Shefali Alvares – Badtameez Dil) - 2017: Prens & Prenses - 2017: Adem Olan Anlar (mit What Da Funk) - 2017: Üzülmedin Mi? - 2018: Zaten Aşığım - 2018: Ben Bazen - 2018: Öpücem - 2019: Aşkın Olayım (mit Onurr) - 2019: Ne Zamandır (mit Ozan Doğulu) - 2019: As Bayrakları - 2019: Yalnız Başına - 2020: Bi Gideni Mi Var (mit Sinan Akçıl) | - 2020: Ram Ta Tam - 2020: Pes Etme - 2020: İster İnan İster İnanma - 2020: Gülümseyişinle Uyandım - 2021: Sevmek Yüzünden (Hintergrundstimme: Ersay Üner) - 2022: Kısaca - 2022: Ne Güzel - 2023: Harcandıkça - 2023: Çapkınca (mit Ozan Bayraşa) - 2023: Ruhum Esirin (mit Çağrı Telkıvıran) - 2023: Görmem Böylesini (mit Sefo) - 2023: Yakışıklı (mit Köfn) - 2023: Nasıl Geçti Habersiz (mit Emel Şenocak) - 2024: Bir Şehri Sevmek (mit Mavi Gri & Ozan Bayraşa) - 2024: Söyleme - 2024: Önümüz Yaz - 2024: Sevda Koydum Adını (mit Alp Yenier) - 2025: Anahtar (mit Ozan Bayraşa) - 2025: Mucize - 2025: Taksi |

Quelle:

### Gastauftritte
- 2010: Hazan Yeri (von Merih Ermakastar – Hintergrundstimme)
- 2011: Asrın Hatası (von Serdar Ortaç – Hintergrundstimme)
- 2012: Kadının Fendi (von Serdar Şenel & Kaan Gökman – Hintergrundstimme)
- 2015: Hadi (von Levent Dörter – Hintergrundstimme)
- 2017: Yokuş (von Seçkin – Hintergrundstimme)
- 2018: Deli Divane (von Buray – Hintergrundstimme)
- 2025: Yangın Var (von Kerimcan Durmaz – Hintergrundstimme)

## Filmografie
Filme
- 2016: Her Şey Aşktan

Serien
- 2021: Üç Kuruş (Gastauftritt)

## Auszeichnungen
- 2015: Altın Kelebek Award in der Kategorie Bester Newcomer
- 2024: Altın Kelebek Award in der Kategorie Beste Sängerin